# Filinto Müller
Filinto Müller (Cuiabá, 11 luglio 1900 – Saulx-les-Chartreux, 11 luglio 1973) è stato un politico e militare brasiliano, che ricoprì le cariche di Presidente del Senato per lo Stato di Mato Grosso e Capo della Polizia del Distretto Federale durante il governo di Getúlio Vargas (1933–1942).

## Biografia
All'età di 19 anni entrò nell'esercito. Più tardi aderì al Movimento Tenentista. Fu uno stretto collaboratore di Vargas sin dalla sua ascesa al potere nel 1930.
Prima e durante la Seconda guerra mondiale, fu un simpatizzante della Germania nazista, che visitò nel 1937 su invito di Heinrich Himmler. Inoltre fu uno degli artefici del vasto sistema repressivo dell'Estado Novo caratterizzato dall'uso di tortura su larga scala (è riportato che abbia partecipato personalmente ad alcune sessioni di tortura) ed esecuzioni sommarie contro gli oppositori politici (perlopiù comunisti). Fu rimosso dai suoi incarichi quando Vargas si unì agli Alleati contro Adolf Hitler.

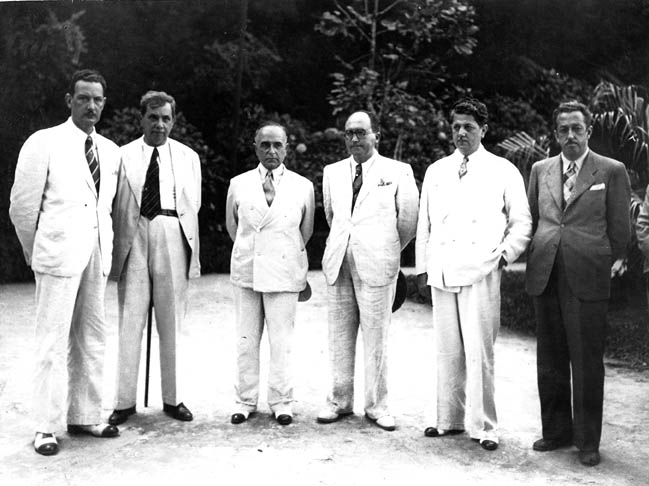
Filinto Müller, Góis Monteiro, Getúlio Vargas, Valdemar Falcão, Benedito Valadares e Israel Pinheiro (da sinistra a destra) nel 1938 a São Lourenço (MG) in Brasile

Nel 1945 fu uno dei fondatori del Partito della Social Democrazia Brasiliana, pro-Vargas. Nel 1947 fu eletto Senatore dello Stato di Mato Grosso. Nel 1950 si candidò per la poltrona di governatore dello stesso Stato, ma ne uscì sconfitto. Fu rieletto senatore nel 1955 e nel 1962. Nel senato, fu sostenitore del governo di Juscelino Kubitschek. Dopo il golpe militare del 1964, si unì al partito pro-regime Aliança Renovadora Nacional e ne divenne presto il leader. Fu rieletto senatore nel 1970 e nel 1973 diventò Presidente del Senato.
Morì in servizio in Francia, sul volo Varig 820, il giorno del suo settantatreesimo compleanno. Il velivolo prese fuoco e si schiantò.
Dopo la sua morte, fu onorato come eroe nazionale. Filinto è stato da allora pubblicamente commemorato da numerosi ufficiali e intellettuali, tra cui Kubitschek e Ulysses Guimarães.